# Gohar Gasparjan (actrice)
Gohar Gasparjan (Armeens: Գոհար Գասպարյան) (Jerevan, 19 oktober 1985) is een Armeens actrice en tv-presentatrice. Ze studeerde in 2009 af in journalistiek aan de Yerevan State University. Samen met Avet Barseghjan presenteerde zij het Junior Eurovisiesongfestival 2011.